# Shot and Drop

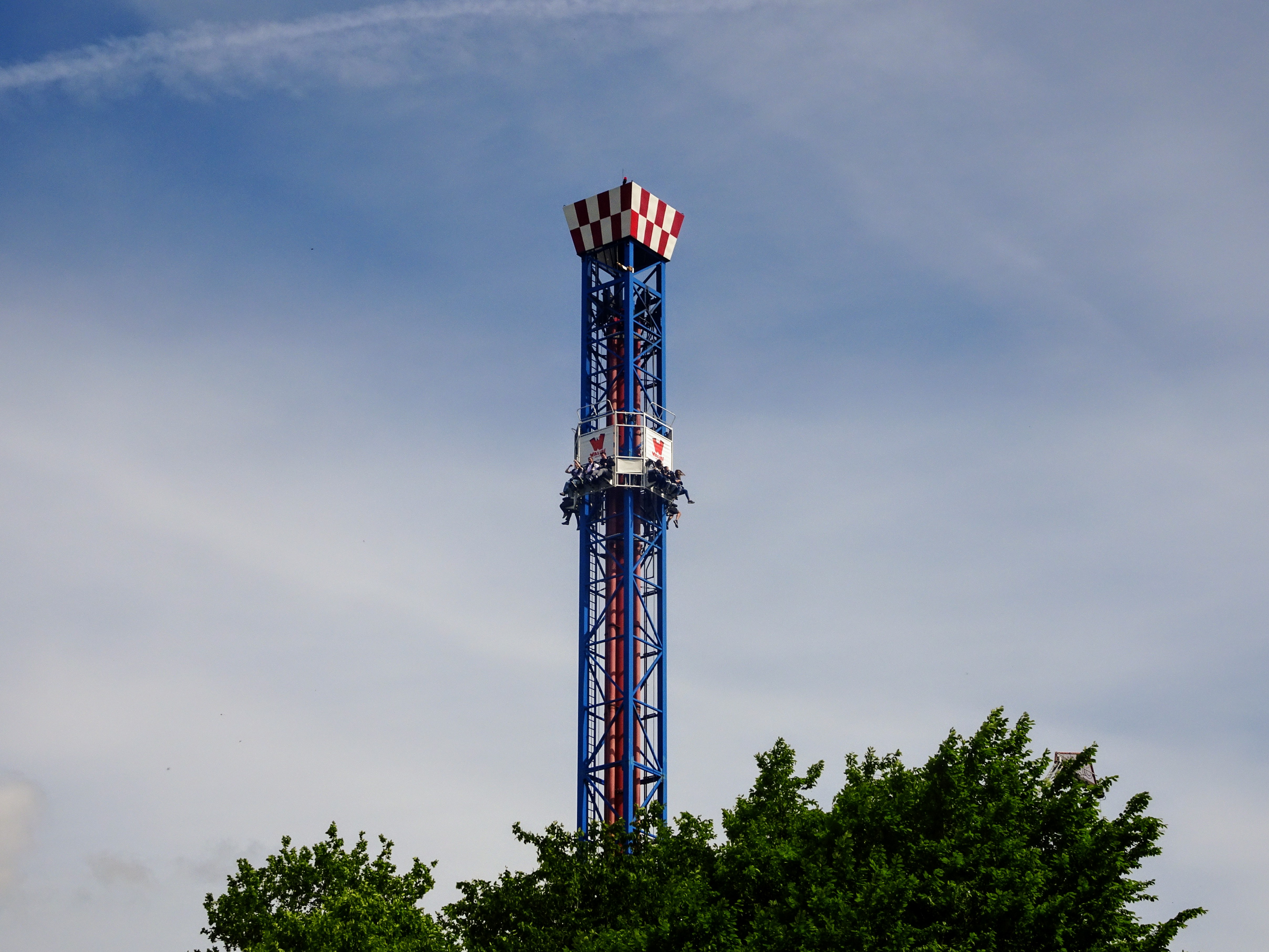
Space Shot in Walibi Holland

Een Shot and Drop of Dropshot is een variatie op de traditionele vrijevaltoren. Deze vrijevaltoren heeft namelijk een lancering naar boven en die gelijk naar beneden valt, en daarna nog een paar keer, maar minder heftig op en neer gejojood wordt. Dit type attractie staat onder andere in Walibi Holland (geopend in Six Flags Holland) onder de naam Space Shot, en in Bellewaerde Park onder de naam Screaming Eagle.